# Polisportiva Comunale Almennese Atalanta Femminile 2005-2006
Questa voce raccoglie le informazioni riguardanti la Polisportiva Comunale Almennese Atalanta Femminile nelle competizioni ufficiali della stagione 2005-2006.

## Divise e sponsor
Anche per la stagione 2005-2006 la tenuta da gioco riprende la grafica dall'Atalanta maschile, con quella interna classica con maglia a strisce nerazzurre con colletto a V nero, abbinata a calzoncini e calzettoni neri e quella esterna completamente bianca, mentre il fornitore delle tenute era Erreà.
| 1ª divisa |  | 2ª divisa |

## Organigramma societario
Dati estratti dal sito Football.it
Area amministrativa
- Presidente: Salvatore Marini

Area tecnica
- Allenatore: Michele Zonca
- Allenatore in seconda: Andrea Tacchini

## Rosa
| N. |                   | Ruolo | Calciatrice       |
| -- | ----------------- | ----- | ----------------- |
|    | Italia (bandiera) | P     | Francesca Cavagna |
|    | Italia (bandiera) | P     | Alessia Gritti    |
|    | Italia (bandiera) | P     | Elisa Rottoli     |
|    | Italia (bandiera) | D     | Chiara Busi       |
|    | Italia (bandiera) | D     | Paola Natali      |
|    | Italia (bandiera) | D     | Chiara Nespoli    |
|    | Italia (bandiera) | D     | Marianna Rota     |
|    | Italia (bandiera) | D     | Elisa Zizioli     |
|    | Italia (bandiera) | C     | Serena Arcerito   |
|    | Italia (bandiera) | C     | Alessandra Caio   |
|    | Italia (bandiera) | C     | Arianna Dudine    |

| N. |                   | Ruolo | Calciatrice           |
| -- | ----------------- | ----- | --------------------- |
|    | Italia (bandiera) | C     | Eva Gaini             |
|    | Italia (bandiera) | C     | Naila Ramera          |
|    | Italia (bandiera) | C     | Raide Ravasio         |
|    | Italia (bandiera) | C     | Valentina Ronsisvalle |
|    | Italia (bandiera) | C     | Nadia Rota            |
|    | Italia (bandiera) | C     | Andrea Scarpellini    |
|    | Italia (bandiera) | A     | Manuela Mangili       |
|    | Italia (bandiera) | A     | Leana Marini          |
|    | Italia (bandiera) | A     | Penelope Riboldi      |
|    | Italia (bandiera) | A     | Zaira Tomassone       |

## Calciomercato

### Sessione estiva
|  |

|  |

### Sessione invernale
|  |

| Cessioni | Cessioni       | Cessioni  | Cessioni   |
| R.       | Nome           | a         | Modalità   |
| -------- | -------------- | --------- | ---------- |
| C        | Arianna Dudine | ACF Milan | svincolata |

## Risultati

### Serie A

#### Girone di andata
| Arbitro: | Claudio Pellegrini (Roma 2) |

|                                                            |           |  |
| Boni 2’, 37’, 56’, 57’, 77’, 83’ Gabbiadini 3’ Brumana 87’ | Marcatori |  |

| Arbitro: | Di Giuseppe (Merano) |

|             |           |                                         |
| Riboldi 90’ | Marcatori | 5’, 15’ Pedersen 57’ Valenti 71’ Ceroni |

| Arbitro: | Antonio Marongiu (Sassari) |

|                      |           |                                                                      |
| Porcu 24’ Deiana 80’ | Marcatori | 48’ (aut.) Masia 7’, 18’, 34’ Riboldi 25’ (aut.) Solinas 79’ Mangili |

| Arbitro: | Metelli |

|  |           |            |
|  | Marcatori | 56’ Sodini |

| Arbitro: | Lanza |

|                  |           |            |
| Marsico 47’, 56’ | Marcatori | 33’ Dudine |

| Arbitro: | Sghoiz |

|  |           |                            |
|  | Marcatori | 38’, 56’ Gazzoli 45’ Hofer |

| Arbitro: | D'Angelo |

|                                         |           |             |
| F. Dulbecco 43’ Vecchiarello 54’ (rig.) | Marcatori | 32’ Mangili |

| Arbitro: | Andrea Zambelli (Brescia) |

|                                   |           |               |
| Riboldi 52’, 69’, 74’ Ravasio 89’ | Marcatori | 56’ Ciardelli |

| Arbitro: | Podestà (Rimini) |

|           |           |                                  |
| Costi 38’ | Marcatori | 17’ Mangili 48’ Riboldi 48’ Rota |

| Arbitro: | Bonaria (Portogruaro) |

|                |           |  |
| Di Filippo 31’ | Marcatori |  |

| Arbitro: | Draghi (Seregno) |

|                        |           |                                          |
| Riboldi 30’ Ramera 34’ | Marcatori | 7’ Pasqui 50’ Mazzantini 61’, 62’ Panico |

#### Girone di ritorno
| Arbitro: | Giorgianni |

|             |           |                    |
| Mangili 14’ | Marcatori | 20’ Boni 40’ Gozzi |

| Arbitro: | Simone Gabbrielli (Prato) |

|           |           |                    |
| Conti 61’ | Marcatori | 23’ (rig.) Zizioli |

| Arbitro: | Giammaria Mancassola (Legnago) |

| |           |  |
| Rota 3’, 60’ Riboldi 6’, 35’, 68’ Ramera 25’, 53’ Zizioli 30’ Mangili 47’ Scarpellini 55’ (rig.), 83’ Busi 85’ Nespoli 87’ | Marcatori |  |

| Arbitro: | Donato Inglese (Foggia) |

|           |           |  |
| Farina 9’ | Marcatori |  |

| Arbitro: | Silvia Belotti (Bergamo) |

|  |           |                              |
|  | Marcatori | 31’ Perelli 48’, 76’ Marsico |

| Arbitro: | Francesco Gualtieri (Asti) |

|             |           |             |
| Gazzoli 46’ | Marcatori | 57’ Ravasio |

| Arbitro: | Fanton |

|  |           |                       |
|  | Marcatori | 67’, 85’ Tagliabracci |

| Agliana 1º maggio 2006, ore 15:00 CEST 19ª giornata | Agliana | 0 – 0 referto | Atalanta | Stadio comunale Germano Bellucci (ca. 250 spett.) |

| Arbitro: | De Milo |

|               |           |                                   |
| Rota 20’, 51’ | Marcatori | 6’ Nasuti 77’ D'Astolfo 86’ Prost |

| Almenno San Salvatore 13 maggio 2006, ore 15:00 CEST 21ª giornata                                   | Atalanta  | 3 – 2 referto                | Graphistudio Tavagnacco | Stadio comunale |
| \| \| \| \| \| Ravasio 20’ Mangili 33’ Ramera 90+?’ \| Marcatori \| 70’ Di Filippo 90’ Pěničková \| |           |                              |                         |                 |
| |           |                              |                         |                 |
| Ravasio 20’ Mangili 33’ Ramera 90+?’                                                                | Marcatori | 70’ Di Filippo 90’ Pěničková |                         |                 |

| Giaveno 20 maggio 2006, ore 15:00 CEST 22ª giornata | Torino    | 1 – 0 referto | Atalanta | Stadio comunale Antonio Torta (ca. 200 spett.) |
| \| \| \| \| \| Margiotta 73’ \| Marcatori \| \|     |           |               |          |                                                |
|                                                     |           |               |          |                                                |
| Margiotta 73’                                       | Marcatori |               |          |                                                |

### Coppa Italia

#### Primo turno
Girone 4
| 4 settembre 2005 | Brescia | 1 – 2 | Atalanta |  |

| Calmasino, Bardolino 11 settembre 2005, ore 15:00 CEST | Bardolino Verona | 0 – 0 | Atalanta | Stadio comunale Belvedere |

| Almenno San Salvatore 3 ottobre 2005 | Atalanta | 5 – 2 | Porto Mantovano | Stadio comunale |

| Almenno San Salvatore 14 gennaio 2006 | Atalanta | 7 – 1 | Trento | Stadio comunale |

## Statistiche

### Statistiche di squadra
| Competizione | Punti | In casa | In casa | In casa | In casa | In casa | In casa | In trasferta | In trasferta | In trasferta | In trasferta | In trasferta | In trasferta | Totale | Totale | Totale | Totale | Totale | Totale | DR  |
| Competizione | Punti | G       | V       | N       | P       | Gf      | Gs      | G            | V            | N            | P            | Gf           | Gs           | G      | V      | N      | P      | Gf     | Gs     | DR  |
| ------------ | ----- | ------- | ------- | ------- | ------- | ------- | ------- | ------------ | ------------ | ------------ | ------------ | ------------ | ------------ | ------ | ------ | ------ | ------ | ------ | ------ | --- |
| Serie A      | 18    | 11      | 3       | 0       | 8       | 25      | 9       | 11           | 2            | 3            | 6            | 13           | 20           | 22     | 5      | 3      | 14     | 39     | 45     | -6  |
| Coppa Italia | -     | 2       | 2       | 0       | 0       | 12      | 3       | 2            | 1            | 1            | 0            | 2            | 1            | 4      | 3      | 1      | 0      | 14     | 4      | +10 |
| Totale       | -     | 13      | 5       | 0       | 8       | 37      | 12      | 13           | 3            | 4            | 6            | 15           | 21           | 26     | 8      | 4      | 14     | 53     | 49     | +4  |

### Statistiche delle giocatrici
| Giocatore      | Serie A  | Serie A | Serie A     | Serie A    | Coppa Italia | Coppa Italia | Coppa Italia | Coppa Italia | Totale   | Totale | Totale      | Totale     |
| Giocatore      | Presenze | Reti    | Ammonizioni | Espulsioni | Presenze     | Reti         | Ammonizioni  | Espulsioni   | Presenze | Reti   | Ammonizioni | Espulsioni |
| -------------- | -------- | ------- | ----------- | ---------- | ------------ | ------------ | ------------ | ------------ | -------- | ------ | ----------- | ---------- |
| S. Arcerito    | 9        | 0       | 0           | 0          | ?            | ?            | ?            | ?            | 9+       | 0+     | 0+          | 0+         |
| C. Busi        | 21       | 1       | 1           | 0          | ?            | ?            | ?            | ?            | 21+      | 1+     | 1+          | 0+         |
| A. Caio        | 11       | ?       | 1           | 0          | ?            | ?            | ?            | ?            | 11+      | ?      | 1+          | 0+         |
| F. Cavagna     | 2        | -1      | ?           | 0          | ?            | ?            | ?            | ?            | 2+       | -1+    | ?           | 0+         |
| A. Dudine      | 6        | 1       | 1           | 0          | ?            | ?            | ?            | ?            | 6+       | 1+     | 1+          | 0+         |
| S. Foresti     | 1        | 0       | 0           | 0          | ?            | ?            | ?            | ?            | 1+       | 0+     | 0+          | 0+         |
| E. Gaini       | 1        | 0       | 0           | 0          | ?            | ?            | ?            | ?            | 1+       | 0+     | 0+          | 0+         |
| F. Gambirasio  | 1        | 0       | 0           | 0          | ?            | ?            | ?            | ?            | 1+       | 0+     | 0+          | 0+         |
| A. Gritti      | 21       | -44     | ?           | 0          | ?            | ?            | ?            | ?            | 21+      | -44+   | ?           | 0+         |
| ?. Lavagna     | 0        | 0       | 0           | 0          | ?            | ?            | ?            | ?            | 0+       | 0+     | 0+          | 0+         |
| M. Mangili     | 22       | 6       | 1           | 0          | ?            | ?            | ?            | ?            | 22+      | 6+     | 1+          | 0+         |
| L. Marini      | 11       | 0       | 2           | 0          | ?            | ?            | ?            | ?            | 11+      | 0+     | 2+          | 0+         |
| P. Natali      | 22       | 0       | 1           | 0          | ?            | ?            | ?            | ?            | 22+      | 0+     | 1+          | 0+         |
| C. Nespoli     | 10       | 1       | 1           | 0          | ?            | ?            | ?            | ?            | 10+      | 1+     | 1+          | 0+         |
| N. Ramera      | 22       | 4       | ?           | 0          | ?            | ?            | ?            | ?            | 22+      | 4+     | ?           | 0+         |
| R. Ravasio     | 20       | 3       | 2           | 0          | ?            | ?            | ?            | ?            | 20+      | 3+     | 2+          | 0+         |
| P. Riboldi     | 21       | 12      | 1           | 1          | 2            | 1            | ?            | ?            | 23       | 13     | 1+          | 1+         |
| V. Ronsisvalle | 6        | 0       | 0           | 0          | ?            | ?            | ?            | ?            | 6+       | 0+     | 0+          | 0+         |
| M. Rota        | 21       | 5       | 3           | 0          | ?            | ?            | ?            | ?            | 21+      | 5+     | 3+          | 0+         |
| N. Rota        | 15       | 0       | 0           | 0          | ?            | ?            | ?            | ?            | 15+      | 0+     | 0+          | 0+         |
| E. Rottoli     | -        | -       | -           | -          | ?            | ?            | ?            | ?            | 0+       | 0+     | 0+          | 0+         |
| A. Scarpellini | 22       | 2       | ?           | 0          | ?            | ?            | ?            | ?            | 22+      | 2+     | ?           | 0+         |
| G. Spini       | 0        | 0       | 0           | 0          | ?            | ?            | ?            | ?            | 0+       | 0+     | 0+          | 0+         |
| Z. Tommasone   | 1        | 0       | 0           | 0          | ?            | ?            | ?            | ?            | 1+       | 0+     | 0+          | 0+         |
| I. Zangari     | 3        | 0       | 0           | 0          | ?            | ?            | ?            | ?            | 3+       | 0+     | 0+          | 0+         |
| E. Zizioli     | 18       | 2       | 3           | 1          | ?            | ?            | ?            | ?            | 18+      | 2+     | 3+          | 1+         |